# Thurmond (Virginia Occidental)
Thurmond es un pueblo (town) ubicado en el condado de Fayette en el estado estadounidense de Virginia Occidental. En el Censo de 2010 tenía una población de 5 habitantes y una densidad poblacional de 20,54 personas por km².
Situado a orillas del New River, durante el auge de la minería de carbón en la garganta del New River, Thurmond era un asentamiento próspero con numerosos negocios e instalaciones para el ferrocarril Chesapeake-Ohio (C&O). La mayor parte de Thurmond pertenece al Servicio de Parques Nacionales para el Parque nacional y reserva de New River Gorge. El edificio de viajeros de la estación de la localidad fue renovado en 1995 y funciona ahora como centro de visitantes del Servicio de Parques Nacionales. Toda la localidad está designada como distrito histórico en el Registro Nacional de Lugares Históricos. 
Thurmond es el municipio menos poblado de Virginia Occidental. Durante las elecciones municipales del 14 de junio de 2005, seis de los siete residentes de la ciudad por entonces optaron a cargos electivos. 

## Historia
Thurmond se constituyó en 1900 y recibió su nombre en honor al capitán W. D. Thurmond, quien se estableció aquí en 1844. Recibió el terreno de 73 acres en 1873 como pago por un trabajo de topografía. Sirvió en el Ejército Confederado y falleció en 1910 a los 90 años. La oficina de correos de Thurmond se estableció en 1888 y cesó en su actividad en 1995. El asentamiento permaneció casi aislado hasta que Thomas G. McKell, de Glen Jean, negoció con el Ferrocarril de Chesapeake y Ohio para un cruce en Dunloup Creek en 1892.
W. D. Thurmond prohibió el alcohol en sus tierras, que comprendían la parte originalmente incorporada del pueblo. El Hotel Dun Glen se encontraba justo a las afueras de la parte incorporada. Un distrito llamado "Ballyhack" o "Balahack", en el lado sur, cerca de Dun Glen, se hizo famoso como el barrio rojo de Thurmond.
Había dos hoteles en el pueblo: uno llamado Lafayette (conocido localmente como "Lay-flat"), que estaba cerca del ferrocarril, y el Dun Glen, de 100 habitaciones, inaugurado en 1901, se convirtió en un centro turístico de renombre nacional. Se incendió en 1930, coincidiendo con la Gran Depresión, estando ya en declive. El Thurmond National Bank (propiedad del propio Thurmond) cerró en 1931, y el New River Bank (propiedad de los McKell) se trasladó a Oak Hill en 1935. El declive continuó hasta la década de 1950, cuando las locomotoras cambiaron de vapor a diésel, que podían recorrer distancias mucho mayores y no necesitaban parar para recargar carbón y agua en Thurmond, quedando obsoletas todas las instalaciones ferroviarias, que estaban ligadas con el uso del carbón. El segundo declive que afectó a Thurmond se produjo a finales de la década de 1980, cuando el Servicio de Parques Nacionales comenzó a comprar casas y propiedades voluntariamente, con la promesa de convertir el pueblo en un museo de historia viviente.

## Distrito histórico
El Distrito Histórico de Thurmond abarca toda la ciudad y una pequeña parte de la ribera opuesta. Hasta 1921, Thurmond era accesible únicamente por ferrocarril. Ocupa una estrecha franja de terreno llano a lo largo de la vía del ferrocarril Chesapeake-Ohio, sin carretera entre las vías y la ciudad. En su lugar, una carretera de un solo carril cruza el río Nuevo por un puente ferroviario de una sola vía, cruza la línea principal y asciende la colina tras la ciudad, de modo que discurre paralela a ella 45 metros más arriba, antes de descender junto a las vías. Gracias a su posición estratégica sobre la vía férrea, el centro comercial prosperó a pesar de la ausencia de una carretera.
En la zona residencial de la ciudad, la tipología de las viviendas está estandarizada, con tres o cuatro tipos básicos que corresponden a diferentes posiciones en la jerarquía ferroviaria. El distrito comercial, si bien careció de calle durante gran parte de su historia, contaba con dos hoteles, dos bancos y varios otros edificios comerciales. La estación de ferrocarril se construyó en 1888, mientras que una estación ferroviaria y tiendas abastecían la extensa red de ramales que transportaba carbón desde las colinas.
El pueblo llegó a tener una población de varios cientos de habitantes, con una gran población estacional, que se ha reducido a menos de una docena. El edificio de viajeros de la estación de ferrocarril es ahora un centro de visitantes del Parque nacional y reserva de New River Gorge.

## Geografía
Las tierras llanas de Thurmond están ocupadas casi en su totalidad por las operaciones de CSX Transportation, que engoblan el Ferrocarril Chesapeake-Ohio (C&O). Salvo una franja de edificios comerciales que da directamente a las vías del tren separados por una pista sin asfaltar, el resto del pueblo asciende por la colina tras la llanura. Thurmond fue un importante centro de maniobras para el C&O, un lugar donde los trenes cortos procedentes de las minas de la zona se ensamblaban en trenes más largos para su envío a los mercados de la línea principal.
Thurmond se encuentra ubicado en las coordenadas 37°57′39″N 81°4′47″O / 37.96083, -81.07972. Según la Oficina del Censo de los Estados Unidos, Thurmond tiene una superficie total de 0,24 km², de la cual 0,24 km² corresponden a tierra firme y (0%) 0 km² es agua.

## Demografía

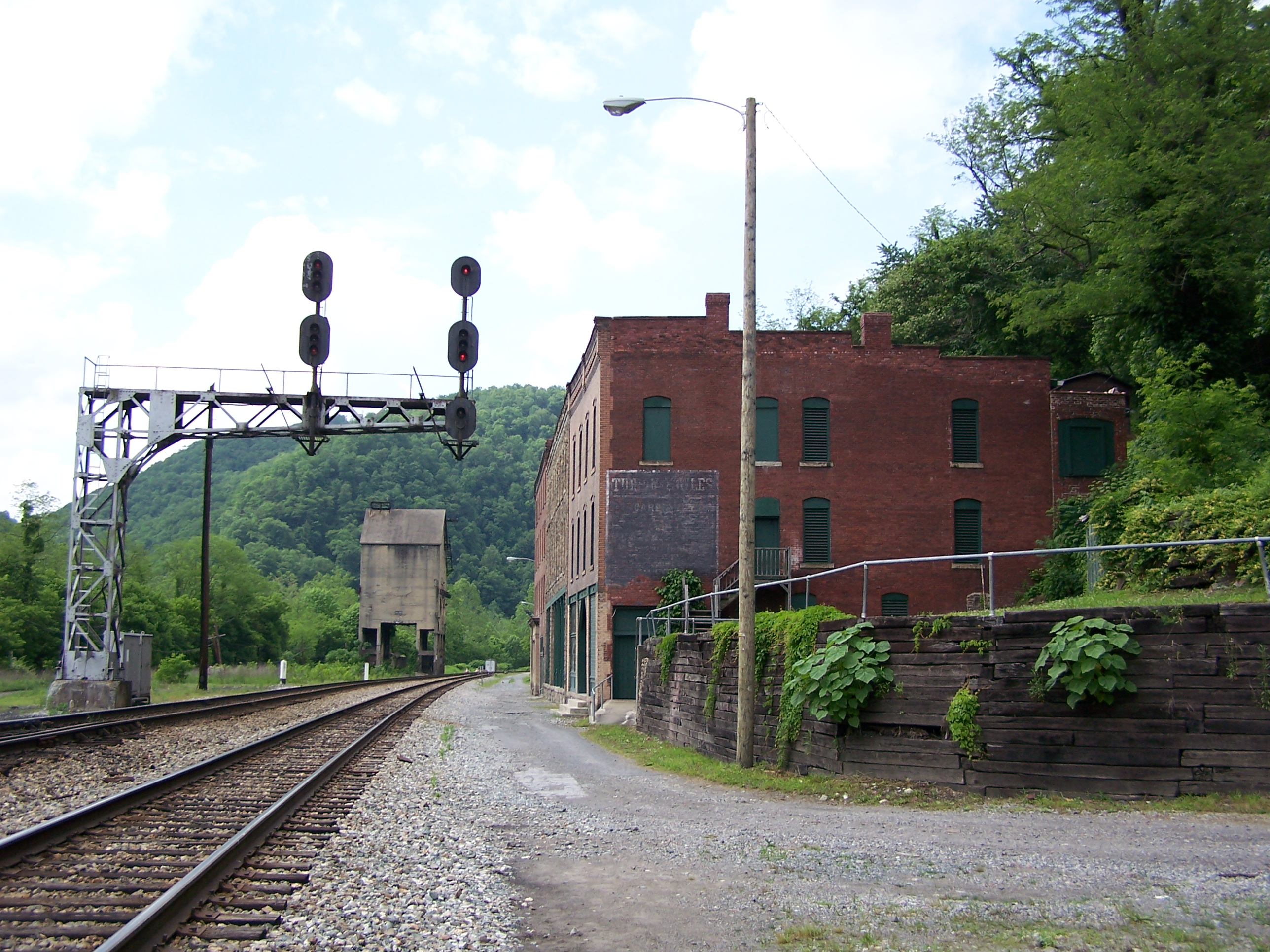
Barrio bajo de Thurmond, a lo largo de la línea del ferrocarril Chesapeake-Ohio.

### Censo de 2000
Según el censo de 2000, siete personas, cinco hogares y una familia residían en el pueblo. La densidad de población era de 70,5 habitantes por milla cuadrada (27,0 habitantes por km²). Las siete viviendas tenían un promedio de 70,5 habitantes por milla cuadrada (27,0 habitantes por km²). La composición racial del pueblo era 100% blanca.
De los cinco hogares, ninguno tenía hijos menores de 18 años viviendo con ellos, uno era una pareja casada que vivía junta y cuatro no eran familias. Tres hogares estaban formados por personas solas y dos tenían a una persona de 65 años o más viviendo sola. El tamaño promedio del hogar era de 1,40 personas y el tamaño promedio de la familia era de 2,00 personas.
En el pueblo, la distribución por edad era: una persona de 18 a 24 años, una de 25 a 44 años, tres de 45 a 64 años y dos de 65 años o más. La mediana de edad era de 56 años. Había cinco mujeres y dos hombres.
La mediana de ingresos por hogar en el pueblo era de $23,750. La renta per cápita del pueblo era de $10,782 por persona. Ninguna familia vivía por debajo del umbral de pobreza.

### Censo de 2010
Según el censo de 2010, había 5 personas residiendo en Thurmond. La densidad de población era de 20,54 hab./km². De los 5 habitantes, Thurmond estaba compuesto por el 100% blancos, el 0% eran afroamericanos, el 0% eran amerindios, el 0% eran asiáticos, el 0% eran isleños del Pacífico, el 0% eran de otras razas y el 0% pertenecían a dos o más razas. Del total de la población el 0% eran hispanos o latinos de cualquier raza.
Según el censo de 2010, en el pueblo residían cinco personas, repartidos en cuatro hogares. La densidad de población era de 55,6 habitantes por milla cuadrada (21,5/km²). Las 12 viviendas tenían un promedio de 133,3 habitantes por milla cuadrada (51,5/km²). La composición racial del pueblo era 100% blanca. Ninguno de los cuatro hogares estaba constituido por familias. Dos hogares tenían a una persona viviendo sola de más de 65 años, en otro vivía otra persona sola de menos edad y en el último habitado vivían dos personas. El tamaño promedio del hogar era de 1,25 personas. La media de edad en el pueblo era de 57,5 años. Ninguno de los residentes era menor de 24 años; el 40% (dos personas) tenía entre 25 y 44 años; el 20% (una persona) tenía entre 45 y 64 años; y el 40% (dos personas) tenía 65 años o más. La composición de género de la ciudad era 20,0% (una persona) hombres y 80,0% (cuatro personas) mujeres.
| Gráfica de evolución demográfica de Thurmond (Virginia Occidental) entre 1910 y 2020 |
|                                                                                      |
| US Decennial Census                                                                  |

## Transporte por ferrocarril
Amtrak, como servicio público nacional de trenes de pasajeros en líneas interurbanas, presta servicio a Thurmond en la ruta Cardinal. Es una de las estaciones menos utilizadas de la red de Amtrak.
En 2022, la estación de Amtrak en Thurmond, registró la entrada de 399 pasajeros, en comparación con los 285 de 2018. En 2023, la cifra se elevó a 466 pasajeros.
Desde 2024, debido a la baja afluencia anual de pasajeros en Thurmond, la estación no cuenta con personal, sala de espera ni despacho de venta de billetes.

## En la cultura popular
El pueblo fue el escenario de la película Matewan de John Sayles de 1987, ya que aún conserva muchas de las características de un pueblo minero de los Apalaches de la década de 1920. Los hechos tuvieron lugar en Matewan (Virginia Occidental), que limita con el estado de Kentucky a unos 160 km de distancia.
W. D. Thurmond prohibió el alcohol en sus tierras, que comprendían la parte originalmente incorporada del pueblo. Sin embargo, la familia McKell no tenía tales escrúpulos, y su Hotel Dun Glen, en tierras de los McKell, justo al este de las de Thurmond, se hizo famoso por albergar una partida de cartas de 14 años de duración que, según Ripley's Believe It or Not fue la partida de póker más larga del mundo.